# Rysselendemolen
De Rysselendemolen in Ardooie, is een type stenen bergmolen opgericht in 1767 en een beschermd monument. De molen is gerestaureerd en weer in staat om graan te malen. De molen bevindt zich op het drukke kruispunt van de N37 en N50 Brugge-Kortrijk. De huidige eigenaar is Paul Van Gierdegom.

## Geschiedenis
De molen werd gebouwd in 1767 in opdracht van Frans David. Oorspronkelijk was dit een houten staakmolen. In 1855 besloten zijn erfgenamen op dezelfde plaats een bakstenen bergmolen op te trekken. Daarna wisselde de molen een paar keer van eigenaar en vanaf 1926 werd de molen weer veel gebruikt. In 1969 kwam de molen in bezit van een kunstenaar afkomstig uit Kuurne die de molen inrichtte als woning en atelier. Paul Van Gierdegom nam de molen over in 1999. Op 17 mei 2014 eindigde de voltooiing van de herstellingswerken en renovatie na de inhuldiging van de molen. Deze is op dit ogenblik terug maalvaardig.

## Tegenwoordig gebruik
De molen herbergt tegenwoordig een restaurant en tea-room.
- Inventaris van het Bouwkundig Erfgoed (Vlaanderen): 200647